# Quận Collier, Florida
Quận Collier là một quận thuộc tiểu bang Florida, Hoa Kỳ. Quận lỵ đóng ở East Naples6. 
Dân số theo điều tra năm 2010 của Cục điều tra dân số Hoa Kỳ là 321.520 người. Quận lỵ của nó là East Naples, nơi các văn phòng quận được chuyển từ Thành phố Everglades vào năm 1962.
Quận Collier bao gồm Khu vực thống kê đô thị Naples-Immokalee-Marco Island, FL, được bao gồm trong Khu vực thống kê kết hợp Cape Coral-Fort Myers-Naples, FL.

## Địa lý
Theo Cục điều tra dân số Hoa Kỳ, quận này có diện tích 5970 km2, trong đó có 800 km2 là diện tích mặt nước.